# San Felices de Buelna
San Felices de Buelna ist eine Gemeinde in der spanischen Autonomen Region Kantabrien. Sie erstreckt sich am rechten Ufer des Flusses Besaya, der ihre Grenzlinie zu Los Corrales de Buelna, einer anderen Gemeinde des Buelna-Tals, bildet. Es wird von Torrelavega im Norden durch die Sierra de Dobra getrennt. Es hat neun Bevölkerungszentren, darunter der Hauptort Rivero mit knapp 400 Einwohnern, der 78 Meter über dem Meeresspiegel liegt, 30 km von Santander, der Hauptstadt der Autonomen Region Kantabrien, entfernt.
Die Cueva de Hornos de la Peña ist eine Höhle deren Nutzung vom Mittelpaläolithikum bis zum Neolithikum reicht. Es handelt sich um eine der Höhlen, die seit 2008 in die Liste des UNESCO-Weltkulturerbes aufgenommen wurde.

## Orte
- La Bárcena
- Jaín
- Llano
- Mata
- Posajo Penías
- Rivero (Hauptstadt)
- Sopenilla
- Sovilla
- Tarriba

## Bevölkerungsentwicklung
| 1842 | 1900 | 1950 | 1981 | 1991 | 2001 | 2011 |
| ---- | ---- | ---- | ---- | ---- | ---- | ---- |
| 1217 | 1640 | 2713 | 2546 | 2349 | 2205 | 2355 |